# Palazzo Ferniani

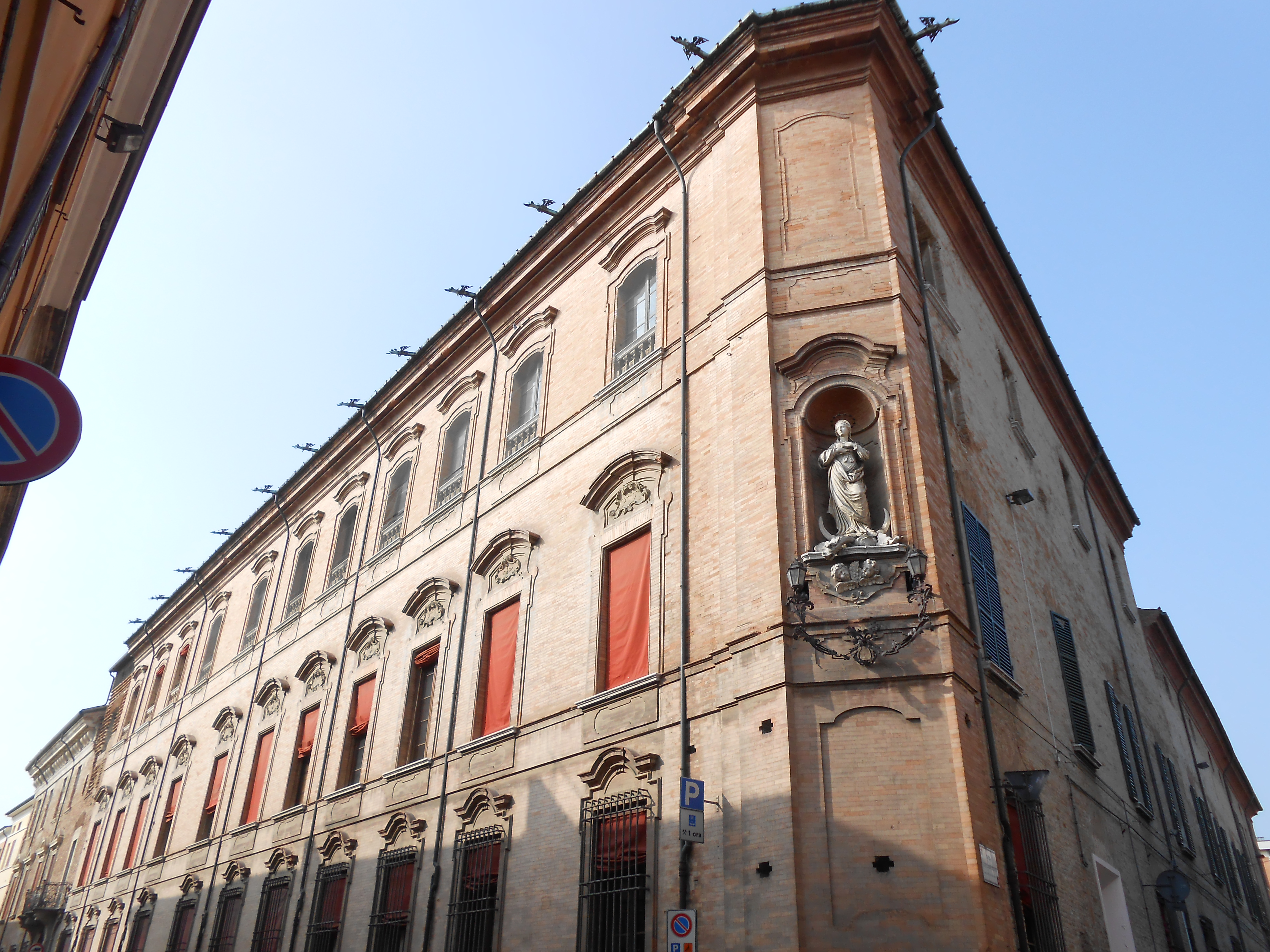
Fassade des Palazzo Ferniani in Faenza

Der Palazzo Ferniani ist ein Palast aus dem 18. Jahrhundert in Faenza in der italienischen Region Emilia-Romagna. Er liegt in der Via Navaglio an der Ecke zur Via Campidori.

## Geschichte
Den Palazzo Ferniani ließen die Grafen Ferniani unter der Leitung des Architekten Gian Battista Boschi aus Faenza, unterstützt durch seinen Kollegen Alfonso Torreggiani aus Bologna, zur Mitte des 18. Jahrhunderts als Erweiterung des angrenzenden, älteren Palastes errichten. An der Ecke des Palastes wurde die Marienstatue der unbefleckten Empfängnis, ein Werk von Ottavio und Nicola Toselli aus Bologna, aufgestellt. Über dem Eingangsportal liegt ein schön ausgearbeiteter Balkon mit schmiedeeisernem Geländer, der in der Mitte das Familienwappen trägt, also ein Adler, der über das Meer zieht, mit einer Grafenkrone darüber. Ebenfalls auf das Wappen weisen die adlerförmigen Fallrohre hin. Im Inneren des Palastes führt die Lange Galerie im ersten Obergeschoss zu den Sälen, darunter den großen Ballsaal, durch den man in die kleine, schön ausgestaltete Kapelle mit einem Boden aus dekorierten Keramikfliesen gelangt. In dem Palast war neben verschiedenen Keramiken, die über die Jahrhunderte von der Manufaktur der Familie hergestellt wurden, auch eine große Galerie mit Gemälden von italienischen und ausländischen Künstlern vom 15. bis zum 18. Jahrhundert untergebracht. 1717 bewirtete hier der Graf Gaspare III. Ferniani den verbannten König von England, James Francis Edward Stuart, mit seinem gesamten Hofstaat. 1779 besuchte der Herzog Ferdinand von Parma das Haus und 1782 war dort der Erzherzog Ferdinand Karl von Österreich-Este zu Gast, der den Estes auf den Thron von Modena folgen sollte.
1960 fand in dem Palast eine Versteigerung der Möbel, Einrichtungen und Kunstwerke aus dem Besitz der Familie statt.
Anfang der 1960er-Jahre wurde der weitläufige Garten hinter dem Palast zum größten Teil verkauft, damit dort ein Wohnblock gebaut werden konnte, wobei die hohe Mauer entlang der Via Campidori abgerissen wurde.

## Familie

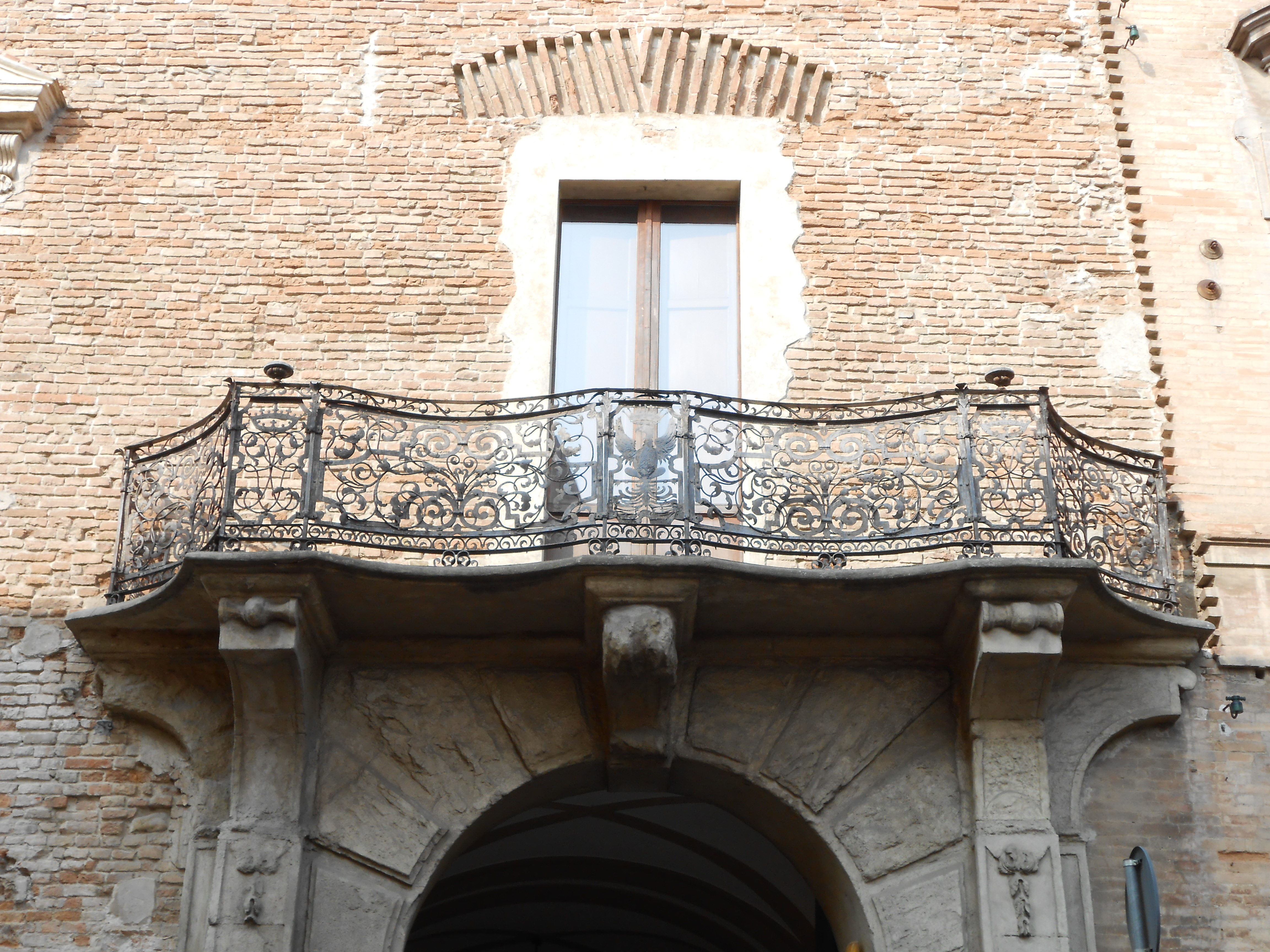
Balkon mit schmiedeeisernem Geländer über dem Eingang zum Palazzo Ferniani

Die Fernianis (oder Frignanis) stammen aus der Region Modena, insbesondere aus der Gegend um Frignano (daher der Name), wo sie seit dem 12. Jahrhundert Güter und Grundeigentum besaßen. Ab den ersten Jahren des 13. Jahrhunderts beteiligten sie sich am politischen Leben von Modena. Ugolinio wurde 1220 zum Botschafter von Frignano in Bologna ernannt; Cesare, der 1280 lebte, diente unter den Bannern von Modena und auch von Faenza und sein Bruder Tommaso, ein bekannter Theologe, war einer der Lehrer am Collegio Teologico dello studio di Bologna (dt.: theologisches Studienkolleg von Bologna), General des Franziskanerordens, Patriarch von Grado und 1378 Kardinal. Der genannte Cesare hatte die beiden Söhne Ottaviano, von dem die Grafen Ferniani aus Faenza abstammten, und Crescio, den die Grafen Frignani von Modena nachfolgten.
Im 15. Jahrhundert ließ sich ein Zweig der Familie in Brisighella nieder, ließ dort die Burg von Frignano errichten und siedelten sich ab der Mitte des 16. Jahrhunderts mit Gaspare in Faenza an, wo sie Ämter und Ehren innehatten und den Palast bauen ließen. Sie begannen, sich in der Person des AnnibalCarlo, der 1636 in Faenza geboren war, mit der Keramikfertigung zu beschäftigen; letzterer kaufte zusammen mit seinen Brüdern Francesco, Riccardo und Ottaviano von Francesco und Carlo Malatesta den fünften Teil des Lehens Castagnolo im Val d'Oppio und den damit verbundenen Grafentitel. Dieser Titel wurde am 17. Juni 1659 in einem Papstbrief von Alexander VII. bestätigt. Aus der Ehe des Grafen Annibale Ferniani mit Plautilla Nelli aus Florenz, die 1773 geschlossen wurde, ging das heutige Adelshaus hervor. Der junge Graf Giuseppe Ferniani, der 1827 geboren worden war, verließ Faenza 1848 mit dem Battaglione Universitario (dt.: Universitätsbataillon) und kämpfte in Cornuda und Vicenza.